# Коледж Гуше
Коледж Гуше (англ. Goucher College) — приватний гуманітарний коледж у Таусоні, штат Меріленд. Заснований у 1885 році як неконфесійний жіночий коледж у центральному районі Балтімора. Коледж названий на честь пастора та місіонера Джона Ф. Гуше, який залучив місцевих лідерів методистської єпископальної церкви до створення статуту школи. У 1953 році Гуше переїхав до свого кампусу в Таусоні, а в 1986 році почав спільне навчання.